# Will Shade
Will Shade (* 5. Februar 1898 in Memphis, Tennessee, USA; † 18. September 1966 ebenda) war der Kopf der Memphis Jug Band, die zwischen 1927 und 1934 die populärste Jug-Band Amerikas war. Shade hatte nach seiner Großmutter Annie Brimmer, bei der er aufgewachsen war, den Spitznamen Son Brimmer.
1925 hörte er zum ersten Mal Aufnahmen der Dixieland Jug Blowers aus Louisville. Wenig später gründete er die Memphis Jug Band, in der er selbst Gitarre, Mundharmonika und die Bullfiddle, einen selbstgebauten einsaitigen Tonnen-Bass, spielte. Außerdem war er der Sänger der Band.
Nach Auflösung der Memphis Jug Band 1934 spielte Shade weiter mit verschiedenen Jug-Bands, oft zusammen mit Charlie Burse. 1956 wurden die beiden vom Blues-Forscher Samuel Charters wiederentdeckt.
Vor seinem Tod erschien noch das Album American Skiffle Band, mit Charlie Burse und Gus Cannon als mitwirkende Musiker. 1966 starb Will Shade in Memphis an einer Lungenentzündung.